# Sébastien La Ruelle
Sebastien La Ruelle (Chênée, 1591 - Luik, 16 april 1637) was burgemeester van Luik en aanvoerder van de partij van de Grignoux.

## Biografie
Sébastien La Ruelle was afgestudeerd aan het Collège en Isle de Liège met de titel van doctor in de rechten. Hij werd in 1630 voor de eerste keer verkozen tot burgemeester van Luik op hetzelfde moment als zijn vriend Guillaume de Beeckman, die, volgens de geruchten, in opdracht van prins-bisschop Ferdinand van Beieren zou zijn vergiftigd en overleed op 29 januari 1631.
Op 16 april 1637 nodigde René van Renesse, ook René van Warfusée genoemd, Sébastien La Ruelle uit voor een banket in zijn privéwoning gelegen aan het huidige Xavier Neujeanplein. Dit banket bleek een hinderlaag te zijn en de voormalige burgemeester, die zeer gewaardeerd werd door de bevolking, werd door Spaanse soldaten - die zich hadden verscholen in het huis - vermoord. De aanwezigheid van deze soldaten in het huis van de graaf van Warfusée had de nieuwsgierigheid van een aantal burgers gewekt, die zich zorgen maakten over het lot van La Ruelle. Toen ze vernamen dat hij was gedood, beukten de in opstand komende burgers de deur van het huis van de graaf in en "de menigte stortte zich op hem als een meute, men verscheurde zijn kleren, men verbrijzelde hem onder hun voeten, men doorboorde zijn hiel, men haalde er een riem door, men sleurde hem door de straten in het stof waaruit hij modder maakte met zijn bloed ; men heest zijn lichaam op aan een galg opgetrokken aan de poort van de markt, vervolgens kapte men zijn hoofd en handen af, en men ging ze aan de verschillende poorten van de stad vastspijkeren; ten slotte verbrandde men zijn lichaam, en wierpen zijn as in de Maas".

## Lichaam en begrafenis
De begrafenis van La Ruelle werd op 18 april 1637 gehouden. Zijn lichaam was opgebaard in de Sint-Lambertuskathedraal, waar het volk hem een laatste eer betuigde. De optocht voerde het lichaam van de burgemeester naar de Sint-Maartenkerk en Isle, waar hij werd begraven. Op 31 oktober 1798, toen de Luikse Revolutie volop woedde, werd het lichaam van La Ruelle opgegraven toen de Sint-Maartenkerk werd vernietigd.
Het lichaam van de burgemeester werd daarop naar het stadhuis overgebracht. Dr. Nicolas-Joseph Ansiaux, die aanwezig was bij de opgraving, neemt tijdelijk de doodskist van La Ruelle in bezit.
In 1827 was een apotheker uit de straat Chaussée des Prés in Outremeuse, Victor van Orle, in het bezit van de doodskist. Deze laatste gaf ze in 1850 terug aan het Institut archéologique liégeois waarvan een van haar leden, Félix Capitaine, zich zou bekommeren om de doodskist. Van 1857 tot 1909 werden de stoffelijke resten van de oud-burgemeester ondergebracht in een kapelletje belendend het paleis van de prins-bisschoppen. Van 1909 tot 1938 bevonden ze zich in het museum Grand Curtius.
In 1938 besloot de gemeenteraad unaniem om aan La Ruelle een grafmonument te schenken op het Xavier Neujeanplein. Maar de aanleg van een busstation zorgde ervoor dat er geen plaats meer was voor een graftombe voor La Ruelle. In 1957 werd zijn gebeente overgebracht naar een plaats in de buurt van de oude vleeshallen. Daar zouden ze blijven liggen totdat ze in de jaren 1990, tijdens de restauratie van het oude gebouw en haar aanhorigheden men hen nogmaals verhuist naar het lijkenhuis van de begraafplaats van Robermont.
In de loop van deze vele verhuizingen, zijn het hoofd en stukken van de ledematen van La Ruelle verloren gegaan. In 2007 vond een Luikse leraar op pensioen, Joseph Villez, de linkeronderarm terug in het bezit van een artsenfamilie en wist de eigenaar ervan te overtuigen de arm aan de stad Luik terug te geven.

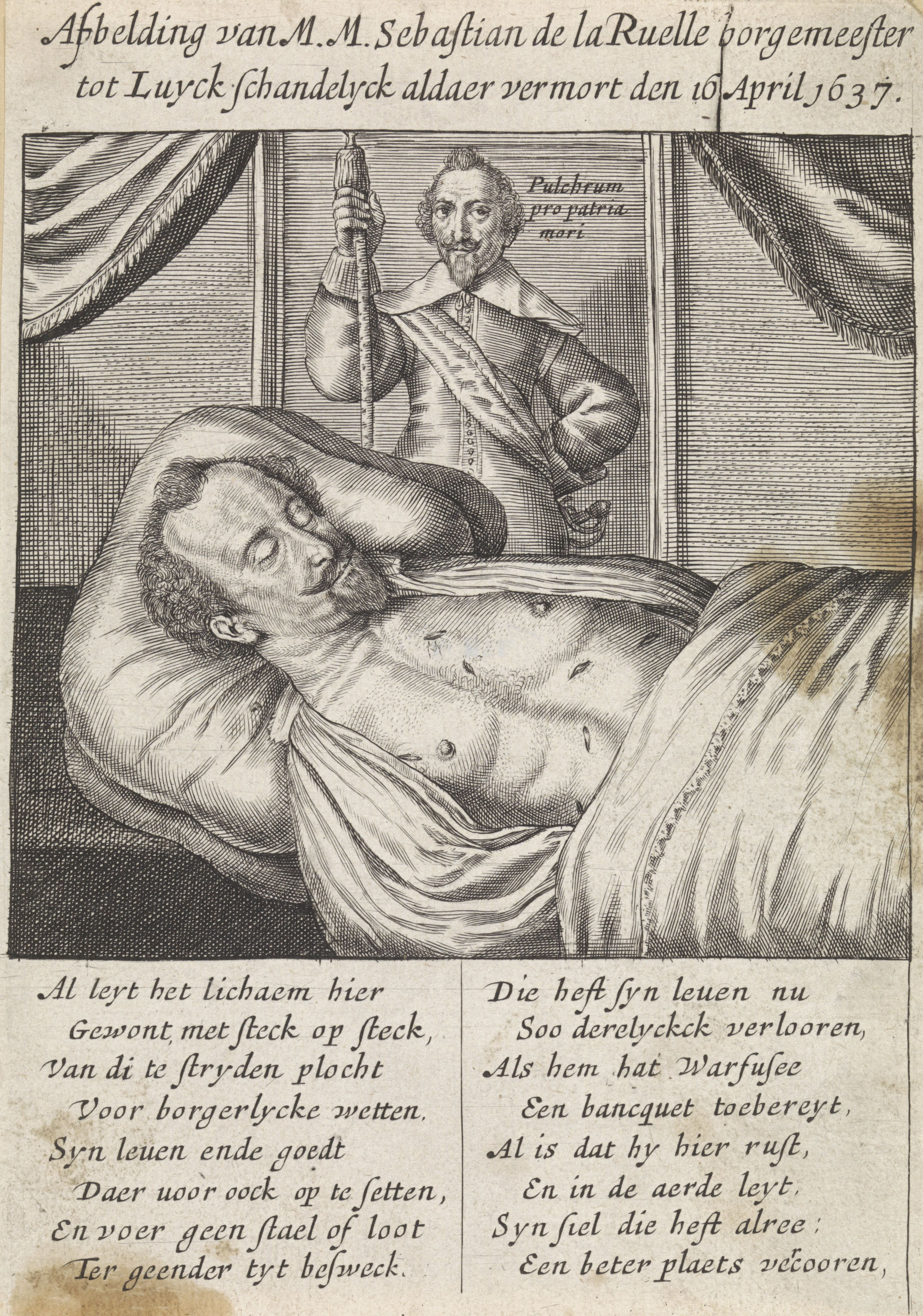
Het lijk van Sebastien La Ruelle (gravure van Noël Natalis, 1637).

## Eerbewijzen
- Thomas Asselijn schreef met De Moort tot Luyk door den Graaf van Warfusé aan den Burgermeester de la Ruelle (1671) een toneelstuk over het tragische levenseinde van Sébastien La Ruelle.
- Sébastien Laruellestraat, een straat in Luik op de plaats waar de moord plaatsvond.